# Западный фронт Первой мировой войны
За́падный фронт (нем. Westfront) — один из фронтов Первой мировой войны, военные действия на котором продолжались с августа 1914 по ноябрь 1918 года.
Этот фронт охватывал территорию Бельгии, Люксембурга, Эльзаса, Лотарингии, рейнские провинции Германии, а также северо-восток Франции. Протяжённость фронта от реки Шельды до швейцарской границы составляла 480 км, в глубину — 500 км, от Рейна до Кале. Западная часть театра военных действий представляла собою равнину с разветвлённой дорожной сетью, удобную для действий крупных войсковых объединений; восточная часть по преимуществу горная (Арденны, Аргоны, Вогезы) ограничивала свободу манёвра войск. Особенностью Западного фронта было его промышленное значение (угольные копи, железная руда, развитая обрабатывающая промышленность).
После начала войны, 2 августа 1914 года германская армия начала вторжение в Бельгию и Люксембург, затем наступление на Францию, стремясь захватить важные промышленные регионы страны. В Марнском сражении германские войска потерпели поражение, после чего обе стороны укрепились на достигнутых рубежах, сформировав позиционный фронт от побережья Северного моря до франко-швейцарской границы. Эта линия оставалась практически неизменной на протяжении большей части войны.
В 1915—1917 годах было проведено несколько наступательных операций. В боевых действиях активно использовались тяжёлая артиллерия и пехота. Однако системы полевых укреплений, применение пулемётов, колючей проволоки и артиллерии наносили серьёзные потери как нападавшим, так и оборонявшимся. В результате не было значительных изменений линии фронта.
В своих попытках прорвать линию фронта обе стороны применяли новые военные технологии: отравляющие газы, самолёты, танки. Несмотря на позиционный характер проводимых боёв, Западный фронт имел важнейшее значение для окончания войны. Решающее наступление союзников осенью 1918 года привело к поражению германской армии и окончанию Первой мировой войны.

## Планы сторон и развёртывание войск
На 250-километровом протяжении франко-германской границы находилась система французских крепостей, которые имели большое стратегическое значение. Главными опорными пунктами этой системы являлись мощные крепости Верден, Туль, Эпиналь и Бельфор. Западнее этой линии находилась ещё одна полоса укреплений, в районе Дижона, Реймса, Лаона. В центре страны находился укреплённый лагерь Парижа. Также имелись ещё крепости на пути от Парижа до бельгийской границы, но они были устаревшими и не играли большой стратегической роли.
К французским укреплениям на франко-германской границе германское командование относилось очень серьёзно, ещё в 1905 году, Шлиффен писал:

Францию следует рассматривать как большую крепость. Во внешнем поясе укреплений участок Бельфор — Верден почти неприступен…

Также большое стратегическое значение имели бельгийские крепости: Льеж, Намюр, Антверпен.
На территории Германской империи находились крепости: Мец, Страсбург, Кёльн, Майнц, Кобленц и др. Но оборонного значения эти крепости не имели, поскольку с первых же дней войны, германское командование планировало вторжение на территорию противника.
С началом мобилизации стороны начали переброску войск в районы развёртывания. Германское командование развернуло против Франции 7 армий и 4 кавалерийских корпуса, до 5000 орудий, всего группировка германских войск насчитывала 1 600 000 человек. Германское командование планировало нанести сокрушительный удар по Франции через территорию Бельгии. Однако несмотря на то, что всё основное внимание германского командования было приковано к вторжению в Бельгию, германцы принимали все меры для того, чтобы не дать французской армии, наступавшей в Эльзас-Лотарингии, захватить этот регион.
Германским войскам противостояли французские, бельгийские и британские войска. Французская армия была развёрнута в составе пяти армий и одного кавалерийского корпуса, при 4000 орудиях. Численность французских войск составляла 1 300 000 человек. В связи с наступлением германской армии через территорию Бельгии на Париж, французскому командованию пришлось отказаться от предусмотренного перед войной «плана № 17», который предполагал захват Эльзаса и Лотарингии. В связи с этим окончательные районы расположения французских армий и их состав в конце августа значительно отличались от намеченных мобилизационным «планом № 17».
Бельгийская армия была развёрнута в составе шести пехотных и одной кавалерийской дивизий, при 312 орудиях. Численность бельгийских войск составила 117 тыс. человек.
Британские войска высаживались во французских портах в составе двух пехотных корпусов и одной кавалерийской дивизии. Лишь к 20 августа английские войска численностью 87 тыс. человек, при 328 орудиях сосредоточились в районе Мобёж, Ле-Като. Стоит отметить, что у союзных войск не было единого командования, что самым отрицательным образом сказывалось на действиях войск Антанты.
К концу развёртывания силы сторон численно были примерно равны (1 600 000 германских войск против 1 562 000 войск союзников). Однако стратегическая инициатива была на стороне германцев. Их развёрнутые войска представляли почти сомкнутую сосредоточенную силу. Войска же союзников имели неудачное расположение. Линия фронта французских войск загибалась от Вердена на северо-запад вдоль французско-бельгийской границы и обрывалась у Ирсона. В районе Мобёжа развёртывались британские войска, бельгийская армия имела свой собственный район развёртывания.

### Соотношение сил в ходе войны

#### Центральные державы
- Для реализации плана Шлиффена по быстрому разгрому Франции Германия сосредоточила на границе с Францией, Бельгией и Люксембургом значительные военные силы: были развёрнуты семь армий (1-я — 7-я, 86 пехотных и 10 кавалерийских дивизий, до 5 тыс. орудий) численностью около 1 млн. 600 тыс. человек под командованием императора Вильгельма II. Всего в ходе войны Германия мобилизовала около 11 миллионов человек[5].
- Данных об участии австро-венгерских войск на Западном фронте[нем.] сохранилось немного, поскольку в основном на Западном фронте воевали силы Германии. Австро-венгерские части тяжелой артиллерии (батареи 305-мм мортир 2-го и 3-го полков крепостной артиллерии, а также одна батарея 1-го полка) в августе 1914 года участвовали в осаде и штурме бельгийских фортов, в частности — города Намюр. Летом 1918 года император Карл I направил на Западный фронт четыре пехотные дивизии. Присутствие австрийцев на западе Европы пытались не разглашать, иногда австро-венгерских солдат переодевали в немецкую форму[6].
- В 1918 году группа болгарских артиллеристов и их орудия были переброшены на фронт для поддержки весеннего наступления Германии[7].

#### Антигерманская коалиция
- французские силы насчитывали пять армий (1-я — 5-я, 76 пехотных и 10 кавалерийских дивизий, более 4 тыс. орудий) численностью около 1 млн. 730 тыс. человек под командованием генерала Жозефа Жоффра. Позднее численность французских сил на западном фронте во время войны составляла более 2 500 000 человек[8]. Всего Франция мобилизовала во время войны 7 935 000 белых солдат и 475 000 туземных солдат[9];
- бельгийская армия (шесть пехотных и одна кавалерийская дивизия, 312 орудий) численностью 117 тыс. человек под командованием короля Альберта I. Бельгийская армия сократилась до 80 000 человек после трех месяцев боев, в ходе войны всего было мобилизовано 300 000 человек (включая силы в Африке)[10];
- британская экспедиционная армия изначально насчитывала (4 пехотных и 1,5 кавалерийских дивизии, 328 орудий) численностью 87 тыс. человек под командованием фельдмаршала Джона Френча[2]. Максимальная численность британских солдат в любой момент времени на этом театре военных действий составляла 1 264 660 комбатантов и 782 241 некомбатантов, в общей сложности 2 046 901 человек. Общее число задействованных британских сил до 11 ноября 1918 года составило 3 790 553 комбатанта и 1 609 010 некомбатантов, всего 5 399 563 человека[11];
- экспедиционный корпус Русской армии во Франции (1-я особая пехотная бригада и 3-я особая пехотная бригада) численностью 745 офицеров и 43 547 солдат[12] (с 1916 года). После революции из добровольцев был сформирован русский Легион Чести. Помимо них также действовали: русская военная миссия во Франции[13], русская военная миссия в Бельгии[14], русская авиационная группа в Великобритании[15] и другие;
- португальский экспедиционный корпус[англ.] численностью 54 000 человек[16], и также отдельно действовал португальский Независимый корпус тяжёлой артиллерии[порт.] (25 батарей) (с 1917 года);
- американский экспедиционный корпус максимальной численностью 2 миллиона человек, из которых около 1,4 миллиона человек участвовали в активных боях, под командованием Джона Першинга (с 1917 года)[17];
- итальянские вспомогательные войска во Франции[итал.] численностью 60 000 человек, 2-й итальянский армейский корпус во Франции[итал.] численностью 25 000 человек (с 1918 года), а также 1000 инженеров, несколько тысяч военизированных рабочих и другие небольшие подразделения (с 1917 года);
- сиамский экспедиционный корпус[англ.] численностью 1284 человек под командованием Прайя Бхиджай Джанриддхи[англ.] (с 1918 года)[18];
- бразильская военная миссия во Франции из 26 бразильских генералов под командованием Наполеона Аше[19], 13 бразильских летчиков (в составе британских ВВС) и бразильская медицинская миссия[венг.] из 131 врача (с 1918 года). Планировалась отправка более крупных сил[20];
- либерийских солдат находилось во Франции незначительное количество и они не участвовали в боях[21], также Либерия предоставила рабочую силу[22] (с 1917 года);
- японские военные представители, атташе и наблюдатели находились на фронте, но большинство из них не участвовало в боевых действиях. Япония отправила гуманитарные отряды Красного Креста в Великобританию и Францию, несколько японских добровольцев присоединилось к армии союзников, а японская эскадра в Средиземном море в 1917-1918 сопровождала 21 британский военный корабль и более 700 транспортных судов союзников, которые в общей сложности перевозили более 500 000 пассажиров и моряков[23];
- китайские войска не принимали участие, но их планировалось отправить. Были сформированы трудовые корпуса[англ.]: французско-китайский трудовой корпус имел численность около 45 000 человек, а британско-китайский трудовой корпус — 100 000 человек[24] (с 1916 года). В некоторых случаях китайские рабочие вынужденно принимали участие в боевых действиях[25];
- кубинский экипаж эскадрильи «Le Escuadrille Cubaine» не успел принять участие в войне[26]. Госпиталь из 100 кубинских врачей и медсестер был снаряжен и отправлен на Западный фронт[27].

## Кампания 1914 года
2 августа Германия оккупировала Люксембург.

### Вторжение в Бельгию
4 августа германские генералы Александр фон Клюк и Карл фон Бюлов начали вторжение в Бельгию, отклонившую требование о пропуске через свою территорию германских войск.
Штурм Льежа стал первым сражением Первой мировой войны. Льеж прикрывал переправы через реку Маас, поэтому для дальнейшего наступления немцам надо было обязательно захватить город. Льеж считался неприступной крепостью, хотя его укрепления, построенные в 1891 и никогда не модернизировавшиеся, уже не вполне соответствовали обстановке. Уже 6 августа германские войска захватили сам город и блокировали крепостные форты. 12 августа немцы подвезли осадную артиллерию и к 13—14 августа главные форты Льежа пали, и через город хлынули основные потоки германских войск вглубь Бельгии, 16 августа был взят последний форт.
20 августа 1-я германская армия вошла в Брюссель, а 2-я армия подошла к крепости Намюр и, блокировав её несколькими дивизиями, двинулась дальше, к франко-бельгийской границе. Осада Намюра продолжалась до 23 августа.

### Битва за Эльзас
Довоенный французский «план № 17» предусматривал захват Эльзаса и Лотарингии. 7 августа началось наступление 1-й и 2-й армий на Саарбург в Лотарингии и Мюльхаузен в Эльзасе. Французы вторглись на территорию Германии, но немцы, подтянув подкрепления, выбили их обратно.

### Пограничное сражение
После захвата Бельгии и Люксембурга германские армии (1-я, 2-я, 3-я) 20 августа вышли на северную границу Франции, где натолкнулись на французскую 5-ю армию и несколько британских дивизий.
21—25 августа произошло Пограничное сражение — серия сражений, главными из которых были Арденнская (22—25 августа), Самбро-Маасская (21—25 августа) операции, операция у Монса (23—25 августа). Пограничное сражение было одной из крупнейших битв Первой мировой войны, общая численность войск, участвовавших в нём, превышала 2 млн человек.
В Арденнской операции 3-я и 4-я французские армии были разбиты 5-й и 4-й германскими армиями, в Самбро-Маасской операции и в операции у Монса британцы и 5-я французская армия потерпели поражение от 1-й, 2-й и 3-й германских армий. 20—22 августа 1-я и 2-я французские армии, начавшие 14 августа наступление в Лотарингии, были разбиты 6-й и 7-й германскими армиями.
Германские войска продолжили наступление на Париж, одерживая победы у Ле-Като (26 августа), Неля и Пруйяра (28—29 августа), Сен-Кантена и Гиза (29—30 августа), к 5 сентября вышли к реке Марна. Тем временем французы сформировали 6-ю и 9-ю армии, усилив свои войска на этом направлении, а немцы в августе перебросили два корпуса в Восточную Пруссию против вторгнувшейся в Восточную Пруссию русской армии.

### Битва на Марне
5—12 сентября произошла крупная битва на Марне. К этому моменту союзники создали численный перевес над противником (56 пехотных и 10 кавалерийских дивизий против 44 пехотных и 7 кавалерийских дивизий, общая численность войск около 2 млн человек).
5 сентября начались бои в районе реки Урк, а утром 6 сентября 6-я французская армия перешла в наступление с западного фланга 1-й германской армии. Для отражения атаки немцы перебросили 1-ю армию с Марны, в результате чего между 1-й и 2-й германскими армиями образовалась брешь, в которую вклинились 5-я французская и британская армии. 7—8 сентября на 600 такси прибыло подкрепление из Парижа (первый случай использования автомобилей для переброски войск). Возникла угроза окружения 2-й германской армии. 10 сентября начался отход германских войск на север к реке Эна, которую они перешли 12 сентября и, укрепившись на ней, остановили контрнаступление союзников к 16 сентября.

### «Бег к морю»
Образовался позиционный фронт от швейцарской границы до реки Уаза, однако на западе оставалась свободная территория до Северного моря. 16 сентября начались три операции англо-французских и германских войск, получивших название «Бег к морю»: 16—28 сентября попытка 2-й французской армии между реками Уаза и Сомма; 29 сентября — 9 октября попытка 10-й французской армии на реке Скарп; 10—15 октября попытка британской армии на реке Лис. В ходе операций обе стороны пытались обойти фланги противника, но после упорных боёв переходили к обороне.
20 октября — 15 ноября германские 4-я и 6-я армии проводили наступательную операцию во Фландрии против английской и бельгийской армий (см.: Фландрское сражение). Войска нанесли удары в районе Ипра и реки Изер. Операция при Ипре была неудачной, 22—24 октября немцы форсировали Изер, но по решению бельгийского командования были открыты шлюзы на реке, и к 31 октября был затоплен 12-километровый район около устья реки. 30 октября началось новое германское наступление в районе Ипра, остановленное союзниками к 3 ноября. Бои во Фландрии окончились 15 ноября, завершив манёвренный период на Западном фронте. В конце декабря произошло Рождественское перемирие.
Результатом кампании 1914 года на Западном фронте стал провал германского плана по быстрому разгрому Франции.

## Кампания 1915 года: позиционная война
В 1915 году обе стороны на Западном фронте перешли к стратегической обороне, крупномасштабных сражений не велось. К началу 1915 года англо-бельгийские войска находились в области Артуа, частично на территории Бельгии, основные французские силы были сосредоточены в области Шампань. Немцы занимали часть территории Франции, продвинувшись вглубь страны до города Нуайон (Нуайонский выступ).
По плану Жоффра англо-французские войска должны были организовать атаку с обоих флангов германской группировки и окружить её.
В феврале—марте французы организовали атаку в Шампани, но продвинулись лишь на 460 метров, потеряв 50 тыс. человек.
10 марта началось наступление британских сил (четыре дивизии) в Артуа на деревню Нев-Шапель (см.: Битва при Нев-Шапель). После 35-минутной артподготовки началось быстрое продвижение войск союзников, которые через 4 часа захватили Нев-Шапель. Однако из-за проблем со снабжением и связью развитие атаки замедлилось, и немцам удалось организовать контратаку. 13 марта наступление было прекращено, британцам удалось продвинуться только на два километра.
5—14 апреля французские войска проводили операцию в районе Сен-Мийеля.

### Газовая атака
22—25 апреля произошла вторая битва при Ипре, в ходе которой германская 4-я армия нанесла контратаку на Ипрский выступ и заняла его большую часть.
В первый день операции, после двухдневной бомбардировки, 22 апреля немцы впервые крупномасштабно применили химическое оружие (хлор). В результате газовой атаки в течение нескольких минут погибли около 6 тыс. человек.
Через два дня была организована вторая газовая атака, но эффективность её была низкой из-за контрмер, предпринятых союзниками (противогазы и др.).

### Воздушные бои
В начале войны авиация применялась для воздушной разведки, затем самолёты стали использоваться для военных целей.
8 сентября 1914 года русский лётчик Пётр Нестеров первый в мире сбил самолёт противника, используя таран, но при этом он погиб.
1 апреля 1915 года французский пилот Ролан Гаррос использовал для воздушной атаки пулемёт, размещённый за ведущим винтом.
18 апреля Гаррос был сбит, а его самолёт был захвачен и передан нидерландскому инженеру Антони Фоккеру. Он значительно усовершенствовал конструкцию, первым применив на практике синхронизатор, позволявший стрелять из пулемёта через диск пропеллера, когда его лопасти не находились на линии огня. Разработка была использована в истребителе Fokker E.I — первом скоростном одноместном истребителе с эффективным вооружением.
Первая мировая война дала толчок развитию авиации: обе стороны начали разработку новых двигателей, авиационных конструкций и материалов. Стали популярны лётчики-асы, хотя большинство самолётов было сбито не истребителями, а силами ПВО.
Производство самолётов росло высокими темпами: если в начале войны Англия и Франция имели 186 самолётов, Германия и Австро-Венгрия — 297, то к концу войны стороны имели, соответственно, 5079 и 3352 самолётов (в 27 и в 11 раз больше).
В Первую мировую, немцы впервые начали реализовывать концепцию дальних бомбардировок против стратегического тыла противника, используя для этого жёсткие дирижабли конструкции Цеппелина и Шютте-Ланца. Обладавшие значительной большей дальностью и грузоподъёмностью чем современные им аэропланы (и практически сопоставимые по скорости), дирижабли позволяли Германии осуществить первые в истории стратегические бомбардировки тылов Франции, Великобритании и в меньшей степени — России. Хотя прямой материальный ущерб был невелик, бомбардировки вызывали перебои в работе фабрик и заводов (из-за воздушных тревог), устрашали население и вынуждали страны Антанты оттягивать с фронта солдат, зенитки и истребители для организации противовоздушной обороны.

### Дальнейшие военные действия
Последней атакой союзников весной 1915 года была битва в Артуа с целью захвата гряды Вими. Французская 10-я армия после шестидневной бомбардировки начала наступление 9 мая и продвинулась на 5 км. Однако войска отступили после применения немцами артиллерии. К 15 мая наступление было прекращено.
В сентябре союзники начали большое наступление (Третья битва при Артуа): французских войск в Шампани и британских на Лос. Французы в течение лета вели подготовку к будущему наступлению. 22 сентября началась бомбардировка объектов, расположение которых было определено с помощью аэрофотосъемки. Главное наступление началось 25 сентября и развивалось успешно, несмотря на наличие проволочных заграждений и пулемётных точек. Однако немцы, предвидя эту атаку, усилили линии обороны и смогли отбить нападение, продолжавшееся до ноября.
25 сентября британские войска начали наступление на Лос для поддержки действий в Шампани. Атаке предшествовала 4-дневная артиллерийская бомбардировка, был использован хлор. К атаке были задействованы два корпуса, ещё два выполняли диверсионные задания в Ипре. Во время атаки британцы понесли тяжёлые потери, особенно от пулемётов. Захватив ограниченную территорию, они отступили. 13 октября наступление возобновилось.
В декабре 1915 года вместо Джона Френча командующим британскими экспедиционными войсками стал генерал Дуглас Хейг.

## Кампания 1916 года: обескровливание войск
По плану начальника Генштаба Эриха фон Фалькенхайна основные военные действия в 1916 году Германия должна была вести с Францией, заставив её капитулировать.
Были приняты две стратегии. Первая предусматривала неограниченное использование подводного флота для перекрытия зарубежных поставок. Целью второй стратегии было нанесение точечного удара по сухопутным войскам противника вместо крупномасштабного прорыва фронта. Для причинения максимальных потерь планировалось организовать атаку на важные стратегические позиции. Целью главного удара был выбран Верденский выступ, являвшийся опорой французского фронта, находившийся недалеко от границы с Германией и угрожавший германским коммуникациям. Операция планировалась с расчётом на то, что французы из чувства патриотизма будут защищать город до последнего солдата.

### Битва при Вердене
Для проведения операции Германия на 15-километровом участке фронта сосредоточила против 2 французских дивизий 6,5 дивизий. Операция началась 21 февраля. В ходе наступления французы к 25 февраля потеряли две линии обороны и один сильный форт, однако прорыва фронта не произошло. Нарочская операция русских войск на Восточном фронте облегчила положение французских войск, для снабжения войск была организована «священная дорога» Бар-ле-Дюк — Верден.
С марта главный удар германские войска перенесли на левый берег реки, но к маю продвинулись лишь на 6—7 км. Контратака французских сил в мае не привела к успеху.
Действия русских войск на востоке и проведение союзниками операции на реке Сомма позволили французским войскам в октябре начать наступление, и к концу декабря положение в основном было восстановлено. Обе стороны понесли в битве при Вердене огромные потери (порядка 300 тыс. человек каждая), план германского командования на прорыв французского фронта не был реализован.

### Битва на Сомме
Весной 1916 года большие потери французских войск начали вызывать у союзников беспокойство, в связи с чем первоначальный план операции на Сомме был изменён: главную роль в операции должны были играть английские войска. Операция должна была помочь французским и русским войскам.
1 июля, после недельной артиллерийской подготовки, британские дивизии в Пикардии начали наступление на хорошо укреплённые позиции германских войск около реки Сомма, поддерживаемые пятью французскими дивизиями с правого фланга. Французские войска действовали успешно, но британская артиллерия не оказалась достаточно эффективной. В первый день наступления англичане понесли самые большие потери в истории британской армии (общие потери 57 тыс. человек, из которых 21,5 тыс. погибли и пропали без вести).
Проанализировав воздушные бои над Верденом, союзники в боях на Сомме начали придерживаться новой тактики, целью которой было полное превосходство в воздухе над противником. Небо над Соммой было очищено от германской авиации, а успех союзников повлёк реорганизацию германской авиации, и обе стороны стали использовать большие подразделения ВВС вместо индивидуальных действий пилотов.
Битва продолжалась в июле—августе с некоторым успехом для британцев, несмотря на укрепление германскими войсками линии обороны. К августу британское командование решило перейти от тактики прорыва фронта к серии операций, проводимых небольшими воинскими подразделениями для выпрямления линии фронта, что было необходимо для подготовки к массированной бомбардировке.
15 сентября британцами впервые были применены в боях танки. Союзники планировали атаку с участием 13 британских дивизий и четырёх французских корпусов. При поддержке танков пехота продвинулась только на 3—4 км из-за низкой эффективности и ненадёжности машин.
В октябре—ноябре состоялась последняя фаза операции, в ходе которой союзники овладели ограниченной территорией ценой больших потерь. Из-за начавшихся дождей 13 ноября наступление было остановлено.
Итогом битвы стало продвижение союзных войск на 8 км при потерях 615 тыс. человек, немцы потеряли около 650 тыс. человек (по другим данным 792 тыс. и 538 тыс. соответственно — точные цифры неизвестны). Основная цель операции так и не была достигнута.

#### Техника и вооружение союзников во время битвы на Сомме
- Британские военные мотоциклисты, 1916
- Британская санитарная летучка, 1916
- Баня-автомобиль французской армии, 1916
- Французский блиндированный поезд, 1916
- Снаряд британского тяжёлого орудия, 1916

### Линия Гинденбурга
В августе 1916 года начальником Генштаба вместо Эриха фон Фалькенхайна стал Пауль фон Гинденбург, Эрих Людендорф стал первым генерал-квартирмейстером Генштаба (заместителем начальника). Новое военное руководство вскоре осознало, что наступательные возможности германской армии в битвах при Вердене и на Сомме были исчерпаны. Было решено на Западном фронте перейти в 1917 году к стратегической обороне.
Во время битвы на Сомме и зимой немцы оборудовали оборонительные позиции за линией фронта от Арраса до Суассона, названные «линией Гинденбурга». Она позволила сократить длину фронта, освободив войска для проведения других операций.

## Кампания 1917 года: переход наступательной инициативы к союзникам
В декабре 1916 года главнокомандующим французской армией вместо Жозефа Жоффра стал Робер Нивель, разработавший новый план наступления французских войск на Нуайонский выступ. Английский премьер-министр Ллойд Джордж поддержал Нивеля, поручив ему командовать английскими войсками в совместной операции. О планах Нивеля стало известно германскому командованию, которое решило предупредить планировавшуюся атаку, и 23 февраля началось отступление германских войск на заранее подготовленную и хорошо укреплённую «линию Гинденбурга», закончившееся к 17 марта.

### «Неограниченная подводная война»
Ещё в 1915 году Германией была начата «неограниченная подводная война», но после потопления пароходов «Лузитания» и «Арабик» возникла опасность вступления в войну США, и подводную войну стали вести только против военных кораблей. В 1917 году по планам германского командования сухопутные войска должны были перейти к обороне, а на море было решено снова начать «неограниченную войну» (объявлена 1 февраля). Её целью была экономическая блокада Великобритании и, как следствие, её выход из войны в течение полугода, в то время как войска США могли бы играть существенную роль на Западном фронте лишь через год.
16—18 марта 1917 года германские подводные лодки потопили три американских торговых судна. Президент США Вудро Вильсон, поддерживаемый общественным мнением, объявил 6 апреля Германии войну.
К середине 1917 года действия германских подводных лодок нанесли серьёзный экономический ущерб для Великобритании, но создание системы противолодочной обороны снизило потери торгового флота, и «неограниченная война» не принесла желаемого результата.

### Наступление Нивеля
К апрелю союзники для проведения наступательной операции сосредоточили значительные военные ресурсы: 110 дивизий, свыше 11 тыс. орудий, 200 танков, около 1 тыс. самолётов. Общая численность войск союзников на Западном фронте составляла около 3,9 млн человек против 2,5 млн германских войск.
Несмотря на отход немцев за «линию Гинденбурга» в апреле началось широкомасштабное наступление союзников по плану Нивеля. 9 апреля перешли в наступление британские войска в районе Арраса (см.: Битва при Аррасе (1917)), 12 апреля — у Сен-Кантена, 16 апреля — французские войска в районе Реймса, наступление продолжилось до конца апреля — начала мая. После взятия двух линий обороны наступление было остановлено, потери союзников составили свыше 200 тыс. человек, из которых 120 тыс. — во французских войсках. Неудачное наступление подорвало моральный дух французских войск, в которых начались мятежи, охватившие 54 дивизии, 20 тыс. человек дезертировали Солдаты вняли призывам к патриотизму и чувству гражданского долга и вернулись на оборонительные позиции, но идти в атаку они отказывались.. В самой Франции поднялась волна общественного возмущения, и 15 мая Нивеля на посту главнокомандующего сменил Анри Петен.
Зимой 1916—1917 годов тактика Германии по ведению воздушных боёв значительно изменилась, была открыта тренировочная школа в Валансьене, в войска поступили новые модели самолётов. Результатом стало превосходство Германии над союзниками в воздушных боях, особенно над плохо обученными британцами, использовавшими устаревшие самолёты. Во время воздушного боя над Аррасом британцы за месяц, вошедший в историю как «Кровавый апрель» (англ. «Bloody April»), потеряли 245 самолётов и 316 лётчиков, немцы — 66 самолётов и 114 лётчиков.

### Дальнейшие боевые действия
7 июня началось наступление британских войск в районе Мессина, южнее Ипра, для возвращения территории, потерянной во время первой битвы при Ипре в 1914 году. С 1915 года инженеры прорыли под позициями противника туннели и заложили в 21 шахту 455 тонн аммонита. Через 4 дня бомбардировок были взорваны 19 шахт, потери немцев составили 10 тыс. человек убитыми. Последовало ещё одно наступление союзников, но выбить противника с занимаемых позиций не удалось. Поначалу наступление было успешным, но труднопроходимая болотистая местность замедлила движение войск. Несмотря на это 14 июня операция завершилась победой союзников.
12 июля немцы впервые применили в районе Ипра новое химическое оружие — горчичный газ, получивший название иприт. Впоследствии иприт широко применялся как германскими войсками, так и войсками союзников.
С 25 июня во Францию начали прибывать первые воинские подразделения США, формируя американский экспедиционный корпус. Однако их влияние на военные действия в 1917 году — начале 1918 года было незначительным из-за малого количества войск (в марте 1918 года во Франции находились всего 85 тыс. американских солдат, но уже к сентябрю их численность достигла 1,2 млн).
31 июля — 6 ноября в районе Ипра союзниками проводилась операция (Третья битва при Ипре), первоначальной целью которой был прорыв через германский фронт к базам подводных лодок на бельгийском побережье, но затем целью стало занятие высот вокруг Ипра для получения превосходства над германской артиллерией. 30 октября ценою 16-тысячных потерь союзниками была захвачена деревня Пасхендале. Наступление осложняла труднопроходимая местность. Обе стороны понесли большие потери (союзники — 448 тыс., немцы — 260 тыс.), битва стала ещё одним примером бессмысленных жертв при незначительности достигнутых результатов.

### Битва при Камбре
20 ноября британские войска начали первую в истории массированную атаку с использованием танковых подразделений. В атаке участвовали 324 танка. Спереди на корпусах машин были прикреплены фашины для преодоления германских окопов и 4-метровых противотанковых рвов. Внезапность (отсутствие артподготовки) и превосходство в силах и средствах привели к быстрому развитию атаки, британцы за 6 часов продвинулись на такое же расстояние, на которое войска продвинулись в операции у Ипра за 4 месяца, прорвав германскую оборону и потеряв 4 тыс. человек.
Однако в результате стремительной атаки пехота отстала, а танки продвинулись далеко вперёд, понеся серьёзные потери. 30 ноября 2-я германская армия совершила внезапную контратаку, отбросив силы союзников на первоначальные рубежи. Несмотря на отражение атаки, танки доказали свою эффективность в бою, а сама битва положила начало широкому применению танков и развитию противотанковой обороны.
Хотя союзники не добились прорыва фронта, итогом кампании 1917 года стал крах планов германского командования по достижению победы путём «неограниченной подводной войны» и переход её к стратегической обороне. Наступательной инициативой завладели войска союзников.

## Кампания 1918 года: поражение Германии
После подписания 3 марта 1918 года Брестского мира с Советской Россией и выхода её из войны на Восточном фронте освободилось 44 дивизии, которые были переброшены на Западный фронт. Создав преимущество на Западном фронте в силах и средствах (количество дивизий увеличилось со 146 до 192 против 173 дивизий союзников, численность германских войск увеличилась на 570 тыс. человек), германское командование решило перейти в наступление с целью разгрома армии Антанты до того, как США смогли бы увеличить своё присутствие в Европе.
По плану Людендорфа германские войска должны были начать наступление в районе города Амьен и отрезать британские войска от французских, оттеснив их к берегу Северного моря.

### Германское наступление
Первое германское наступление началось 21 марта. Превосходство в силах (62 дивизии, 6824 орудия и около 1000 самолётов против 32 дивизий, около 3000 орудий и около 500 самолётов у англичан) позволило германским войскам продвинуться на 60 км за первые 8 дней боёв. В ответ союзники ввели в бой резервные войска и к 4 апреля отбросили германские войска, нанеся им потери 230 тыс. человек.
14 апреля Фердинанд Фош был назначен верховным главнокомандующим союзными войсками, что позволило лучше координировать действия британских и французских армий.
Германские войска также проводили наступления в районе реки Лис (9 апреля — 1 мая), реки Эна (27 мая — 13 июня), между Мондидье и Нуайоном (9—13 июня). Каждый раз первоначально успешное развитие атак германских войск заканчивалось провалом: продвинувшись на несколько десятков километров, они не могли преодолеть оборону союзников.
15 июля на реке Марна началось последнее большое наступление германских войск (см.: Битва на Марне (1918)). Войска 1-й и 3-й армий форсировали реку, но смогли продвинуться только на 6 км. Одновременно войска 7-й армии неудачно атаковали 6-ю французскую армию у Реймса. 17 июля союзные войска остановили продвижение германских армий и 18 июля перешли в контрнаступление, отбросив немцев к 4 августа на первоначальные позиции.

### Контрнаступления Антанты
8—13 августа союзники силами 4-й британской, 1-й и 3-й французской армий провели Амьенскую операцию, в ходе которой был ликвидирован Амьенский выступ, занимаемый 2-й и 18-й германскими армиями.
Операция началась внезапно, без артподготовки; при поддержке артиллерии пехота и танки союзников продвинулись за первый день наступления на 11 км. Людендорф назвал 8 августа «чёрным днем германской армии». За следующие пять дней операции линия фронта была отодвинута ещё на 8—9 км.
12—15 сентября американские войска успешно провели первую крупную операцию — атаку на Сен-Мийельский выступ. Летом 1918 года в Европу ежемесячно прибывало по 300 тыс. американских солдат. К сентябрю их количество достигло 1,2 млн человек, а к концу войны — 2,1 млн, что позволило ликвидировать преимущество Германии в живой силе, несмотря на переброску дополнительных германских соединений с востока.
26 сентября, обладая преимуществом перед германскими войсками (202 дивизии против 187), союзники начали общее наступление по всему фронту от Вердена до Северного моря. Измученные четырёхлетней войной германские войска начали сдаваться в плен. В октябре Людендорфа сменил на посту Вильгельм Грёнер. В результате наступления линия фронта к ноябрю была отодвинута вглубь до 80 км, к границе с Бельгией, на севере — до линии Гент—Монс.

### Компьенское перемирие
В ноябре в Германии произошла Ноябрьская революция, к власти пришло новое правительство Совет народных уполномоченных, которое 11 ноября, через день после своего избрания, заключило Компьенское перемирие, предусматривавшее немедленное прекращение военных действий, вывод германских войск с оккупированных территорий, создание на правом берегу Рейна демилитаризованной зоны. Война на Западном фронте окончилась.

## Итоги кампаний на Западном фронте
Победа союзников над Германией на Западном фронте обусловила главенствующую роль Великобритании, Франции и США в выработке условий мирных соглашений на Парижской мирной конференции. 28 июня 1919 года был подписан Версальский договор.
По условиям договора Германия лишилась части своей территории, всех своих колоний, численность её сухопутной армии была ограничена 100 тыс., бо́льшая часть флота передавалась победителям, Германия обязывалась возместить убытки, понесённые в результате военных действий. Версальский договор составил основу Версальско-Вашингтонской системы.

## В художественной литературе
Военным событиям, судьбам солдат и офицеров посвящены произведения Ремарка («На Западном фронте без перемен»), Юнгера («В стальных грозах»), Олдингтона (книга стихов «Образы войны»), Барбюса («Огонь») и других.